# Pierre-Yves Bournazel
Pour les articles homonymes, voir Bournazel.
Ne doit pas être confondu avec Christian Charrière-Bournazel.
Pierre-Yves Bournazel, né le 31 août 1977 à Riom-ès-Montagnes (Cantal), est un homme politique français.
Membre d'Horizons depuis 2021, il est élu député de la dix-huitième circonscription de Paris en 2017, puis battu en 2022. Il est également conseiller de Paris depuis 2008 (réélu en 2014 et 2020) et conseiller régional d'Île-de-France de 2010 à 2017.

## Biographie

### Origines
Né à Riom-ès-Montagnes, dans le Cantal, Pierre-Yves Bournazel grandit à Tulle, en Corrèze. 

### Formation
Il est diplômé, en 1999, de Sciences Po Toulouse,.

Pierre-Yves Bournazel en 2010.

### 2000 à 2007
Il rédige des notes pour un groupe au Parlement européen.
Âgé de 28 ans, il rejoint la mairie du 17e arrondissement de Paris en janvier 2005, comme chargé de mission sur le logement et l'urbanisme.
Il s'occupe ensuite de la communication politique de la députée et maire Françoise de Panafieu qui remporte les primaires municipales UMP de 2006. Il devient son conseiller politique au groupe UMP de l'hôtel de Ville et l’un de ses deux porte-paroles avec Jean-François Lamour lors de la campagne des élections municipales de 2008. Après 2008, il est conseiller en presse et communication auprès de Rachida Dati, alors ministre de la Justice.

### Carrière
Élu conseiller de Paris, en mars 2008, et président du groupe UMP du 18e arrondissement, il apporte à l'occasion des élections sénatoriales de septembre 2011 son soutien à Pierre Charon et figure en 5e position sur la liste « Liste Majorité présidentielle » (UMP dissident), qui obtient 7,98 % des suffrages exprimés puis remporte un siège de sénateur qui lui échoit.
Dans le cadre des élections législatives de 2012, il obtient l'investiture UMP dans la 18e circonscription de Paris, où il reçoit le soutien d'Alain Juppé, ancien élu de l'arrondissement. Il arrive en deuxième position au premier tour avec 22,88 %, derrière le député PS sortant Christophe Caresche (45,21 %). Au second tour, il obtient 30,80 % contre les 69,20 % de son adversaire réélu, un score en dessous de celui réalisé par Jeannette Bougrab lors de l'élection législative de 2007 avec 36,71 %.
Début 2013, il est candidat aux primaires de la droite parisienne afin de désigner le chef de file de l'UMP lors des élections municipales de 2014. Il est en compétition avec l'ancienne ministre Nathalie Kosciusko-Morizet, le maire du 1er arrondissement Jean-François Legaret et Franck Margain. Parmi les mesures de son programme, il propose notamment la création d'une police municipale à Paris, d'une « cité de l'innovation » dans le Nord-Est de la capitale, l'extension des zones touristiques, l'ouverture nocturne du métro le week-end ou encore la création de taxis réservés aux femmes. Il considère en outre que certaines « bonnes » mesures prises par Bertrand Delanoë doivent être conservées, comme le Vélib ou la Nuit blanche. Il demande le 31 mai l'annulation formelle du scrutin, invoquant l'impossibilité pour des électeurs de s'inscrire pour le scrutin et pour d'autres une inscription forcée. Un accord est finalement trouvé. Il termine troisième, Nathalie Kosciusko-Morizet emportant la première place dès le premier tour.
Le 27 août 2013, Nathalie Kosciusko-Morizet fait de lui l'un des quatre porte-parole de sa campagne parisienne.[réf. nécessaire]
Il est la tête de liste UMP-UDI-MoDem dans le 18e arrondissement pour les élections municipales de 2014 à Paris et réalise au second tour le score de 37,57 %. Il est réélu conseiller de Paris et devient vice-président délégué du groupe UMP au Conseil de Paris.[réf. nécessaire]
En 2016, il est mis en cause ainsi que Geoffroy Didier et Géraldine Poirault-Gauvin pour avoir bénéficié en 2011, alors inconnu du grand public, de couteuses formations en Media Training financées par l'argent public. Formations dispensées par une filiale de Bygmalion pour lesquels ils sont également prestataires. Si la pratique n'est pas illégale, elle est dénoncée à droite comme à gauche,,.
Le 11 mars 2019, il se déclare candidat à l'élection municipale de Paris de 2020, « en dehors des partis ». Il sort alors le livre Revoir Paris. 
Il quitte en juin 2019 le groupe LRI au Conseil de Paris pour fonder et présider le groupe « 100 % Paris », qui compte fin juin 20 élus, dont trois maires d'arrondissement (Jean-François Legaret, Philippe Goujon et Florence Berthout, jusque là présidente du groupe LRI).
Le 16 janvier 2020, il renonce à sa candidature aux élections municipales de 2020 à Paris en se ralliant à Benjamin Griveaux, après avoir vainement essayé de monter une alliance à trois avec celui-ci et Cédric Villani. Au premier tour des municipales dans le 18e arrondissement, sa liste arrive en troisième position, avec 16,99 % des voix et arrive 3e au second tour derrière le candidat Les Républicains, qui avait fait 11 % au premier tour.
Il est réélu conseiller de Paris. Il devient alors président du groupe Indépendants & Progressistes (GIP) au Conseil de Paris.
En 2022, dans le cadre de sa candidature à réélection en tant que député de la dix-huitième circonscription de Paris, il reçoit le soutien des socialistes Bertrand Delanoë, lointain prédécesseur, et Christophe Caresche, prédécesseur immédiat. Il est battu au second tour par Aymeric Caron.

### Conseil régional d'Île-de-France
Pierre-Yves Bournazel est élu conseiller régional en mars 2010 sur la liste de Valérie Pécresse, où il s'occupe pour l'UMP du dossier du Grand Paris.
Il est tête de liste départementale Les Républicains-UDI-MoDem à Paris, dans le cadre de la campagne de l'élection régionale de 2015 en Île-de-France conduite par Valérie Pécresse. Au second tour, la droite est minoritaire à Paris mais l'emporte sur le total de l'Île-de-France. Pierre-Yves Bournazel est  réélu conseiller régional et quelques jours plus tard, il devient délégué spécial de la région pour la candidature de Paris aux Jeux olympiques d'été de 2024 et président de la commission du film d'Île-de-France,,,.

### Activités militantes
En février 2011, Jean-François Copé, secrétaire général de l’UMP, le nomme secrétaire national de l'UMP chargé des grandes métropoles et membre du bureau politique de l'UMP. À cette époque, il est également coprésident avec Géraldine Poirault-Gauvin du laboratoire d'idées Génération Paris Seine (GPS), qui se veut en rupture avec la direction de l'UMP parisienne dirigée par Philippe Goujon, président de la fédération UMP, et de Jean-François Lamour, président du groupe au Conseil de Paris. L'association ne semble plus active depuis mars 2012.
Il soutient Alain Juppé pour la primaire présidentielle des Républicains de 2016. En raison de l'affaire qui éclate pendant la campagne présidentielle, il renonce à soutenir François Fillon, candidat investi par LR.

### Député de la dix-huitième circonscription de Paris

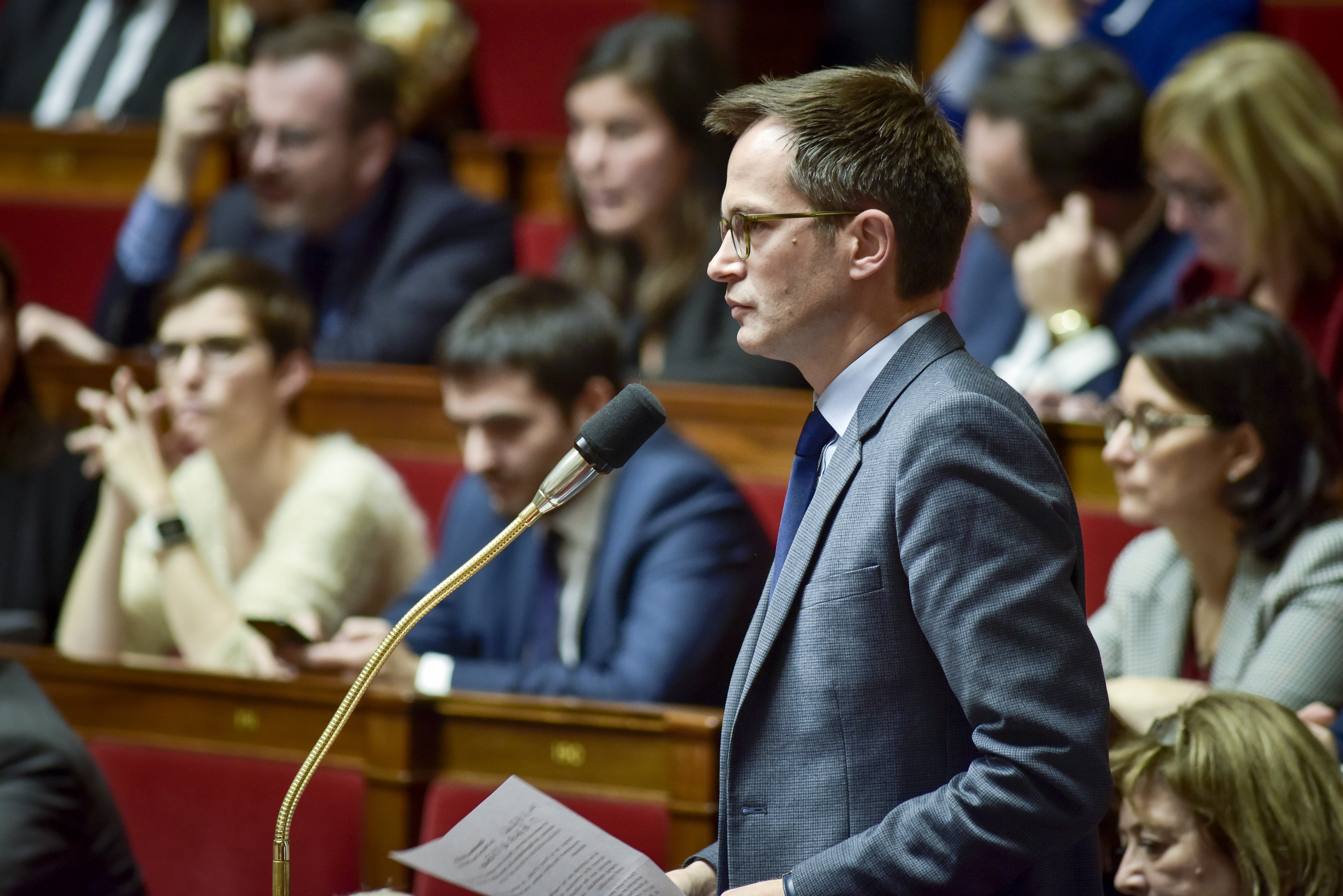
Pierre-Yves Bournazel le 19 novembre 2019 lors d'une séance de questions au Gouvernement.

Il est de nouveau candidat dans la dix-huitième circonscription de Paris, sous l'étiquette Les Républicains, lors des élections législatives des 11 et 18 juin 2017. Opposé à l'ancienne ministre du Travail Myriam El Khomri, il termine en tête lors du premier tour avec 31,76 % des voix. En vue du second tour, il reçoit le soutien d'Édouard Philippe, alors que Myriam El Khomri se prévaut du soutien d'Emmanuel Macron. Il est élu avec 53,6 % des voix. Bien qu’élu sous l'étiquette Les Républicains, il quitte le parti peu après son élection pour participer au lancement du parti Agir,. Le 20 juin, il annonce rejoindre le groupe Les Constructifs : républicains, UDI, indépendants. Il siège ensuite au sein du groupe UDI, Agir et indépendants, puis participe à la fondation, en mai 2020, du nouveau groupe Agir ensemble. 
En décembre 2020, Pierre-Yves Bournazel rend, à l'Assemblée nationale, un rapport d'information sur l'évaluation de la lutte contre la contrefaçon,,. En novembre 2021, sur la base de son rapport, il défend, avec Christophe Blanchet une proposition de loi modernisant la lutte contre la contrefaçon,. Celle-ci est adoptée à l'unanimité par l'Assemblée nationale,,.
Pierre-Yves Bournazel est rapporteur, avec Aurore Bergé, d'une mission sur l'avenir de la filière audiovisuelle et sa régulation à l'ère du numérique,,,.

### Depuis 2022
Sans mandat politique depuis juin 2022, il adhère à Horizons, le parti d'Édouard Philippe qui le charge du suivi des élections.
Aux élections législatives de 2024 à Paris, il est battu dès le premier tour par Aymeric Caron (NFP) qui obtient 26 299 suffrages et 50,38% des voix, contre 16 902 suffrages et 32,38% des voix pour Pierre-Yves Bournazel, et 3 641 suffrages et 6,98% des voix pour Valérie Tirefort (RN).
Il se déclare en juin 2025 candidat aux élections municipales de 2026 à Paris malgré la concurrence de Rachida Dati, également issue du camp présidentiel.

## Prises de position

### Années 2010

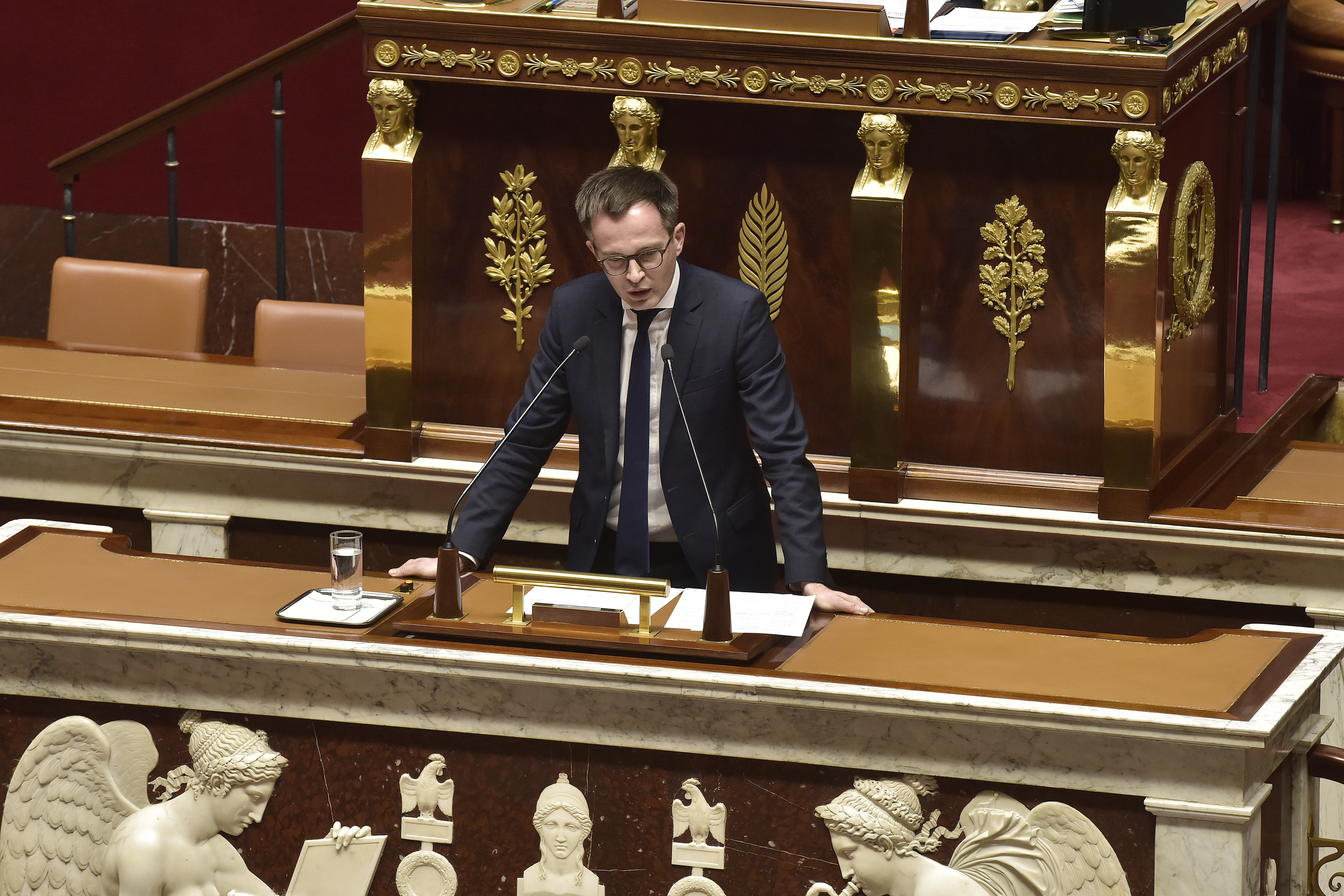
Pierre-Yves Bournazel le 14 novembre 2017 en séance publique à l'Assemblée nationale.

Pierre-Yves Bournazel a notamment pris position pour la célébration du PACS en mairie,, l’aménagement des voies sur berges, mais également le droit de vote des étrangers lors des élections locales sous condition de réciprocité et d’au moins 10 ans de présence sur le territoire. Il a aussi plaidé pour un rapprochement avec les écologistes lors des élections régionales de 2010 ainsi que pour les élections municipales de 2014. 
En 2013, il défend le projet de loi sur le mariage homosexuel,,. Il indique : « Je suis favorable à l'union civile pour tous mais pas à l'adoption »,. En 2013, Nathalie Kosciusko-Morizet lui reprochera d'avoir voté en Conseil de Paris un vœu sur « l'égalité des droits et le mariage », un vœu favorable « à l'ouverture du mariage aux couples du même sexe »,.

### Années 2020
En 2024, il propose la création à Paris d'un « centre d'art des expressions LGBTQIA+ ».

## Synthèse des résultats électoraux

### Élections législatives
| Année | Parti | Parti | Circonscription | 1er tour | 1er tour | 1er tour | 2d tour | 2d tour | 2d tour | Issue |
| Année | Parti | Parti | Circonscription | Voix     | %        | Rang     | Voix    | %       | Rang    | Issue |
| ----- | ----- | ----- | --------------- | -------- | -------- | -------- | ------- | ------- | ------- | ----- |
| 2012  |       | UMP   | 18e de Paris    | 8 715    | 22,88    | 2e       | 10 887  | 30,79   | 2e      | Battu |
| 2017  |       | LR    | 18e de Paris    | 11 634   | 31,76    | 1er      | 12 954  | 53,61   | 1er     | Élu   |
| 2022  |       | ENS   | 18e de Paris    | 13 922   | 35,57    | 2e       | 18 645  | 48,35   | 2e      | Battu |
| 2024  |       | HOR   | 18e de Paris    | 16 902   | 32,38    | 2e       |         |         |         | Battu |

### Élections municipales
Les résultats ci-dessous concernent uniquement les élections où il est tête de liste
| Année | Liste | Liste                          | Commune   | 1er tour | 1er tour | 1er tour | 2d tour | 2d tour | 2d tour | Sièges obtenus | Sièges obtenus | Sièges obtenus |
| Année | Liste | Liste                          | Commune   | Voix     | %        | Rang     | Voix    | %       | Rang    | CA             | CP             | MGP            |
| ----- | ----- | ------------------------------ | --------- | -------- | -------- | -------- | ------- | ------- | ------- | -------------- | -------------- | -------------- |
| 2014  |       | UMP                            | Paris 18e | 12 879   | 25,23    | 2e       | 19 494  | 37,57   | 2e      | 6 / 30         | 3 / 15         |                |
| 2020  |       | Agir - LREM - MoDem - UDI - MR | Paris 18e | 7 245    | 16,99    | 3e       | 5 878   | 16,68   | 3e      | 3 / 45         | 1 / 15         | 0 / 5          |

## Détail des mandats et fonctions
- depuis le 18 mars 2008 : conseiller de Paris, élu dans le 18e arrondissement de Paris
- 26 mars 2010 - 4 juillet 2017 : conseiller régional d'Île-de-France
- février 2011 - 2012 : secrétaire national de l'UMP chargé des grandes métropoles et membre du bureau politique de l'UMP
- 18 décembre 2015 - 20 juin 2017 : délégué spécial du conseil régional d'Île-de-France, chargé des Jeux olympiques d'été de 2024
- 21 juin 2017 - 21 juin 2022 : député, élu dans la 18e circonscription de Paris

## Ouvrage
- Revoir Paris , Fayard, 2019.